# آمونیوس لیتوتوموس
آمونیوس Ammonius Lithotomos جراح یونانی بود که در نیمهٴ دوم سدهٴ اول ق م در اسکندریه برآمد که به هر حال پس از عصر اوگوستوس نبوده‌است. 
تصور می‌شود نخستین کسی بوده که به عمل درآوردن سنگ مثانه اقدام کرده است بنابراین با نام آمونیوس سنگ مثانه‌بردار در تاریخ معروف است.ساختن یک خون‌بند مخصوص و یک مرهم چشم نیز بدو منسوب است.